# Echinax breviducta
Espèce
Echinax breviducta est une espèce d'araignées aranéomorphes de la famille des Corinnidae.

## Distribution
Cette espèce est endémique de Chine. Elle se rencontre au Hubei et au Gansu.

## Description
Le mâle holotype mesure 4,39 mm et la femelle paratype 6,94 mm.

## Systématique et taxinomie
Cette espèce a été décrite par Zhang et Zhang en 2023.

## Publication originale
- Zhang & Zhang, 2023 : « Review of the genus Echinax Deeleman-Reinhold, 2001 from China (Araneae: Corinnidae). » Zootaxa, no 5383(1), p. 39-56.